# París-Niça 2012

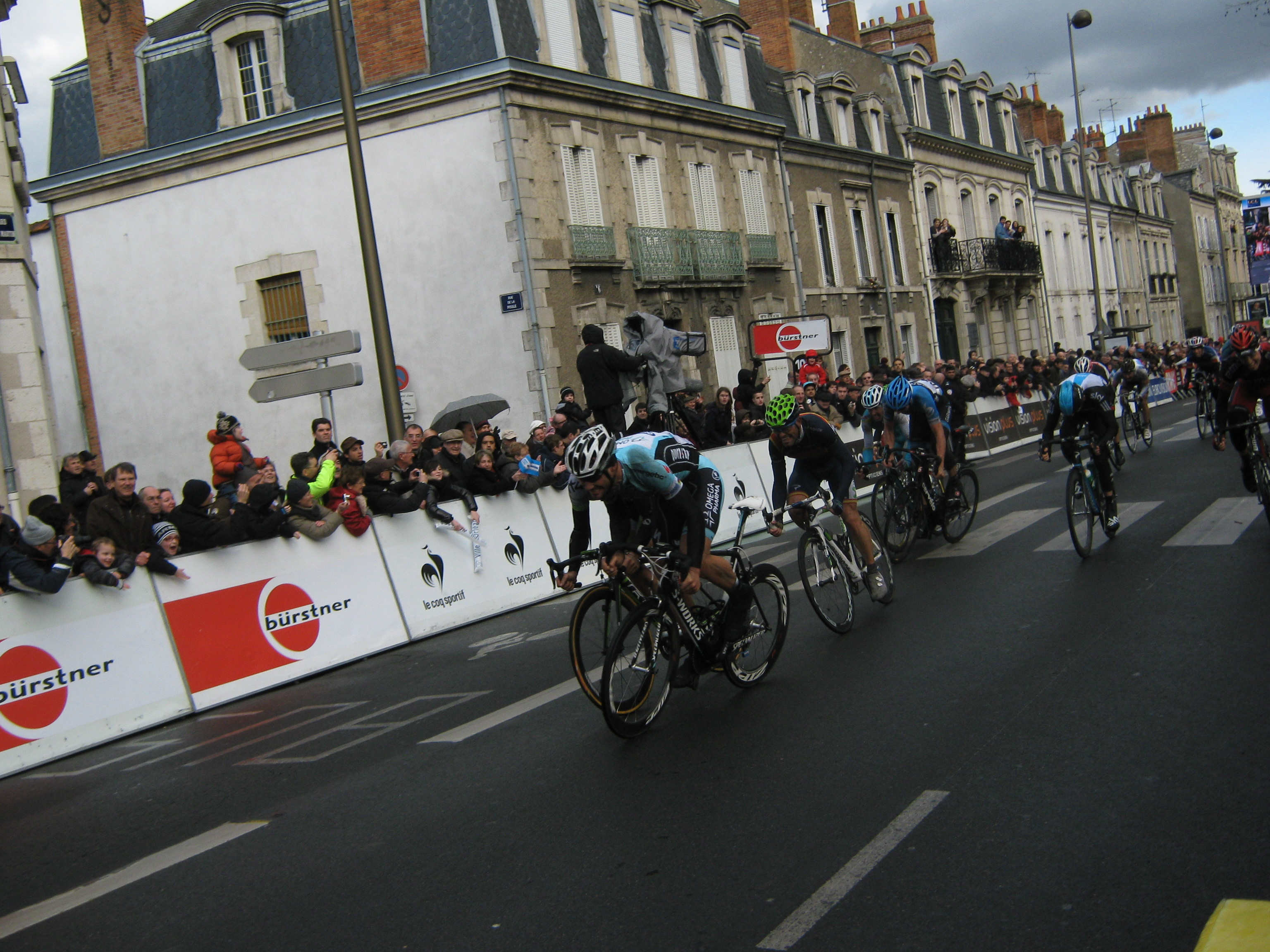
Esprint final en l'arribada a Orleans.

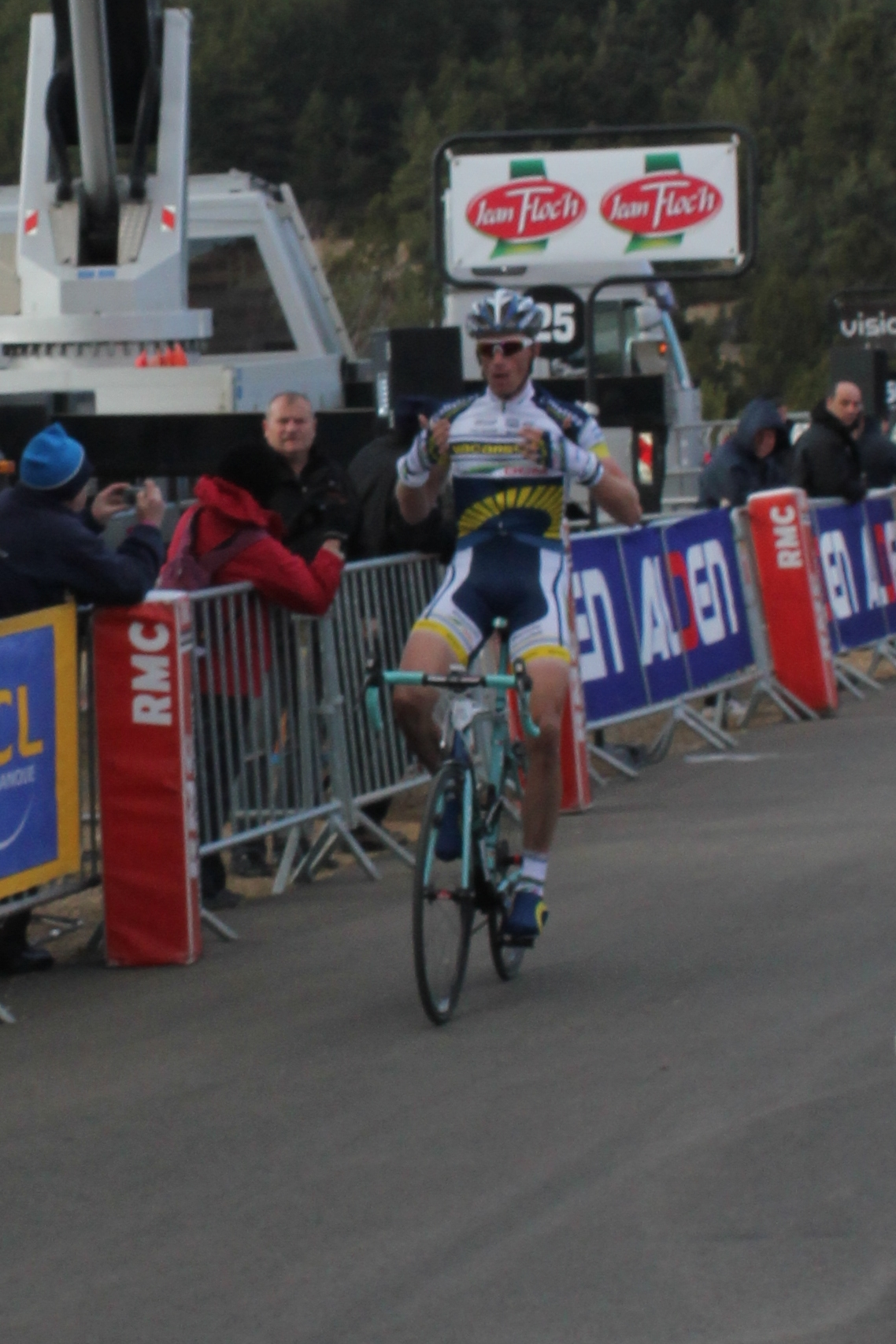
Lieuwe Westra en l'arribada a Mende.

La París-Niça 2012 és la 70a edició de la París-Niça i es disputà entre el 4 i l'11 de març de 2012. Aquesta era la segona prova de l'UCI World Tour 2012, després del Tour Down Under.
La cursa fou guanyada pel britànic Bradley Wiggins (Team Sky), el qual agafà el lideratge de la cursa en la segona etapa i ja no el deixà fins al final. Amb aquesta victòria es converteix en el primer britànic a guanyar la cursa des que Tom Simpson ho fes el 1967. Wiggins també guanyà el mallot verd dels punts, gràcies a la seva victòria en la darrera etapa. Lieuwe Westra (Vacansoleil-DCM) fou segon a tan sols 8 segons de Wiggins, mentre Alejandro Valverde completa el podi, a 70 segons del vencedor.
Tejay van Garderen (BMC Racing Team) guanyà la classificació dels joves, alhora que quedà cinquè en la general, mentre que Frederik Veuchelen (Vacansoleil-DCM) guanyà la classificació de la muntanya. El Vacansoleil-DCM guanyà la classificació per equips.

## Equips
L'organitzador, Amaury Sport Organisation comunicà la llista d'equips convidats el 18 de gener de 2012. 22 equips participen en la París-Niça: 18 ProTeams i 4 equips continentals professionals:
| Núm.    | Codi | Equip                   |
| ------- | ---- | ----------------------- |
| 1-8     | OLO  | Omega Pharma-Quick Step |
| 11-18   | RNT  | RadioShack-Nissan       |
| 21-28   | SKY  | Team Sky                |
| 31-38   | MOV  | Movistar Team           |
| 41-48   | GEC  | GreenEDGE Cycling Team  |
| 51-58   | COF  | Cofidis                 |
| 61-68   | EUS  | Euskaltel-Euskadi       |
| 71-78   | ALM  | AG2R La Mondiale        |
| 81-88   | AST  | Team Astana             |
| 91-98   | RAB  | Rabobank                |
| 101-108 | VCD  | Vacansoleil-DCM         |

| Núm.    | Codi | Equip               |
| ------- | ---- | ------------------- |
| 111-118 | LAM  | Lampre-ISD          |
| 121-128 | EUC  | Team Europcar       |
| 131-138 | SAX  | Team Saxo Bank      |
| 141-148 | FDJ  | FDJ-BigMat          |
| 151-158 | GRM  | Garmin-Barracuda    |
| 161-168 | BMC  | BMC Racing Team     |
| 171-178 | KAT  | Team Katusha        |
| 181-188 | LIQ  | Liquigas-Cannondale |
| 191-198 | LTB  | Lotto-Belisol       |
| 201-208 | SAU  | Saur-Sojasun        |
| 211-218 | PRO  | Project 1t4i        |

## Favorits
Tony Martin (Omega Pharma-Quick Step), vigent campió, serà un dels favorits per repetir victòria, amb Levi Leipheimer i Sylvain Chavanel com a companys d'equip. Haurà de superar a Luis León Sánchez (Rabobank ProTeam), ciclista al qual se li dona molt bé la París-Niça i que ja guanyà el 2009 i fou segon el 2010. Altres bons escaladors que prenen part en la cursa seran Andy i Fränk Schleck (RadioShack-Nissan), Nicolas Roche (AG2R La Mondiale), Robert Kiserlovski, Kevin Seeldraeyers (Astana), Igor Antón (Euskaltel-Euskadi), Arnold Jeannesson (FDJ-BigMat), Damiano Cunego (Lampre-ISD), Ivan Basso (Liquigas-Cannondale), Alejandro Valverde (Movistar), Alexandre Geniez (Project 1t4i) i Bauke Mollema (Rabobank ProTeam). Ciclistes que sense ser grans escaladors es defensen en la muntanya hi ha Jean-Christophe Péraud (AG2R La Mondiale), Janez Brajkovič (Astana), Tejay van Garderen (BMC Racing Team), Rein Taaramäe (Cofidis), Denís Ménxov (Team Katusha), Andreas Klöden (RadioShack-Nissan), Jérôme Coppel (Saur-Sojasun), Bradley Wiggins i Richie Porte (Team Sky).
Nombrosos seran els esprintadors que prendran part en la cursa. Destaquen Anthony Ravard (AG2R La Mondiale), Thor Hushovd (BMC Racing Team), Iauhèn Hutaròvitx (FDJ-BigMat), Heinrich Haussler (Garmin-Barracuda), Denís Galimziànov (Team Katusha), Grega Bole (Lampre-ISD), Elia Viviani (Liquigas-Cannondale), Greg Henderson (Lotto-Belisol), José Joaquín Rojas (Movistar Team), Tom Boonen (Omega Pharma-Quick Step), Marcel Kittel, John Degenkolb (Project 1t4i), Mark Renshaw (Rabobank ProTeam), Juan José Haedo (Team Saxo Bank), Geraint Thomas (Team Sky) i Romain Feillu (Vacansoleil-DCM).

## Etapes
| Etapes   | Data       | Recorregut                                             | Km    | Vencedor d'etapa         | Líder de la general   |
| -------- | ---------- | ------------------------------------------------------ | ----- | ------------------------ | --------------------- |
| 1a etapa | 4 de març  | Dampierre-en-Yvelines - Saint-Rémy-lès-Chevreuse (CRI) | 9,4   | Gustav Larsson (SWE)     | Gustav Larsson (SWE)  |
| 2a etapa | 5 de març  | Mantes-la-Jolie - Orleans                              | 185,0 | Tom Boonen (BEL)         | Bradley Wiggins (GBR) |
| 3a etapa | 6 de març  | Vierzon - Llac de Vassivière                           | 194,0 | Alejandro Valverde (ESP) | Bradley Wiggins (GBR) |
| 4a etapa | 7 de març  | Brive-la-Gaillarde - Rodez                             | 183,0 | Gianni Meersman (BEL)    | Bradley Wiggins (GBR) |
| 5a etapa | 8 de març  | Onet-le-Château - Mende                                | 178,0 | Lieuwe Westra (NED)      | Bradley Wiggins (GBR) |
| 6a etapa | 9 de març  | Suze-la-Rousse - Sisteron                              | 176,5 | Luis León Sánchez (ESP)  | Bradley Wiggins (GBR) |
| 7a etapa | 10 de març | Sisteron - Niça                                        | 220,0 | Thomas de Gendt (BEL)    | Bradley Wiggins (GBR) |
| 8a etapa | 11 de març | Niça - coll d'Èze (CRI)                                | 9,6   | Bradley Wiggins (GBR)    | Bradley Wiggins (GBR) |

### Etapa 1

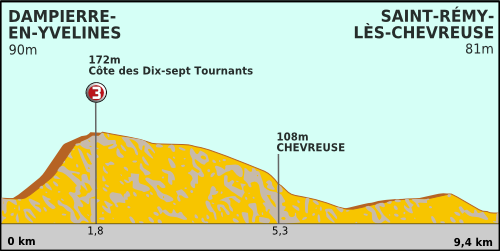
Perfil de la 1a etapa

Dampierre-en-Yvelines - Saint-Rémy-lès-Chevreuse, 4 de març. 9,4 km (CRI)
La cursa s'inicia amb una Contrarellotge de 9,4 km entre Dampierre-en-Yvelines i Saint-Rémy-lès-Chevreuse, al departament d'Yvelines. L'inici de la contrarellotge és força complicat, amb una cota de 3a categoria al km 1,8 (1,1 km a 6,2%), iniciant-se a partir d'aquell moment un progressiu descens fins a l'arribada.
Gustav Larsson (Vacansoleil-DCM) guanya l'etapa, alhora que es fa amb els mallots groc i verd. Supera Bradley Wiggins (Team Sky) i Levi Leipheimer (Omega Pharma-Quick Step) per 1 i 4 segons respectivament. Tejay van Garderen (BMC Racing Team), 4t a 9 segons, es fa amb el mallot blanc, Thomas de Gendt (Vacansoleil-DCM) el mallot de la muntanya i l'Omega Pharma-Quick Step la classificació per equips. El vigent campió de la cursa, Tony Martin (Omega Pharma-Quick Step) es deixà 25 segons i Alejandro Valverde (Movistar Team 30 segons. Contrairement a Larsson, ambdós disputaren la contrarellotge sobre la pluja.
|    | Ciclista                 | Equip                   | Temps   |
| -- | ------------------------ | ----------------------- | ------- |
| 1  | Gustav Larsson (SWE)     | Vacansoleil-DCM         | 11' 19" |
| 2  | Bradley Wiggins (GBR)    | Team Sky                | + 01"   |
| 3  | Levi Leipheimer (EUA)    | Omega Pharma-Quick Step | + 04"   |
| 4  | Tejay van Garderen (EUA) | BMC Racing Team         | + 09"   |
| 5  | Thomas de Gendt (BEL)    | Vacansoleil-DCM         | + 12"   |
| 6  | Sylvain Chavanel (FRA)   | Omega Pharma-Quick Step | + 12"   |
| 7  | Rein Taaramäe (EST)      | Cofidis                 | + 13"   |
| 8  | Markel Irizar (ESP)      | RadioShack-Nissan       | + 13"   |
| 9  | Rémi Pauriol (FRA)       | FDJ-BigMat              | + 15"   |
| 10 | Jérôme Coppel (FRA)      | Saur-Sojasun            | + 15"   |

|    | Ciclista                 | Equip                   | Temps   |
| -- | ------------------------ | ----------------------- | ------- |
| 1  | Gustav Larsson (SWE)     | Vacansoleil-DCM         | 11' 19" |
| 2  | Bradley Wiggins (GBR)    | Team Sky                | + 01"   |
| 3  | Levi Leipheimer (EUA)    | Omega Pharma-Quick Step | + 04"   |
| 4  | Tejay van Garderen (EUA) | BMC Racing Team         | + 09"   |
| 5  | Thomas de Gendt (BEL)    | Vacansoleil-DCM         | + 12"   |
| 6  | Sylvain Chavanel (FRA)   | Omega Pharma-Quick Step | + 12"   |
| 7  | Rein Taaramäe (EST)      | Cofidis                 | + 13"   |
| 8  | Markel Irizar (ESP)      | RadioShack-Nissan       | + 13"   |
| 9  | Rémi Pauriol (FRA)       | FDJ-BigMat              | + 15"   |
| 10 | Jérôme Coppel (FRA)      | Saur-Sojasun            | + 15"   |

### Etapa 2

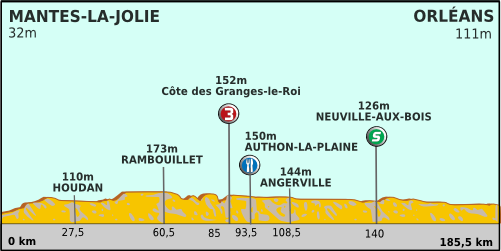
Perfil de la 2a etapa

Mantes-la-Jolie - Orleans, 5 de març. 185 km
Etapa que discorre per les planes del Beauce, amb sols una petita dificultat muntanyosa, la cota de Granges-le-Roi (1,5 km al 3,1%), amb el cim a 100 km de l'arribada. Al km 140 hi ha l'únic esprint intermedi del dia. Els ciclistes travessen l'Yvelines, l'Essonne, l'Eure-et-Loir i el Loiret.
El fort vent que bufa fa que fins al km 60 no es produeixi el primer atac, protagonitzat per Olivier Kaisen (Lotto-Belisol). Ràpidament obre diferències respecte al gran grup, mentre Ivan Basso (Liquigas-Cannondale) patia una caiguda al km 72. Kaisen és el primer en passa pel cim de l'única dificultat muntanyosa del dia, mentre Thomas de Gendt (Vacansoleil-DCM) consolida el mallot en passar el segon.
Just després de passar l'avituallament (km 93) es produeix una acceleració dins el gran grup, quedant despenjats alguns ciclistes, com Andy Schleck (RadioShack-Nissan). Una vegada agafat Kaisen (km 100) es produeix el trencament total del gran grup, quedant al capdavant un grup de 30 ciclistes, reduït a 21 per culpa d'una caiguda al km 108. Aquest grup estava format per Anthony Ravard (AG2R La Mondiale), Francesco Gavazzi, Robert Kiserlovski (Astana Qazaqstan Team), Taylor Phinney, Tejay van Garderen (BMC Racing Team), Arnold Jeannesson (FDJ-BigMat), Andreas Klier, Sep Vanmarcke (Garmin-Barracuda), Simon Špilak, Ángel Vicioso (Team Katusha), José Joaquín Rojas, Alejandro Valverde (Movistar Team), Tom Boonen, Sylvain Chavanel, Levi Leipheimer, Nikolas Maes (Omega Pharma-Quick Step), John Degenkolb (Project 1t4i), Maxime Monfort (RadioShack-Nissan), Geraint Thomas, Bradley Wiggins (Team Sky) i Lieuwe Westra (Vacansoleil-DCM).
A poc a poc aquest grup anirà agafant diferència. En els darrers quilòmetres Lieuwe Westra i Sylvain Chavanel intenten marxar en solitari en cerca de l'etapa, però finalment es disputarà l'esprint, guanyat per Tom Boonen, seguit per José Joaquín Rojas i John Degenkolb. Bradley Wiggins es fa amb el mallot groc, amb 6 segons sobre Levi Leipheimer i 7 sobre Boonen, el quela es vesteix amb el mallot verd. El grup del líder arriba a 2' 29" i el grup de Rein Taaramäe a quasi 11 minuts. La classificació general pateix un gran canvi i els favorits a la victòria final queden reduïts a una desena de ciclistes.
|    | Ciclista                 | Equip                   | Temps      |
| -- | ------------------------ | ----------------------- | ---------- |
| 1  | Tom Boonen (BEL)         | Omega Pharma-Quick Step | 4h 22' 15" |
| 2  | José Joaquín Rojas (ESP) | Movistar Team           | m.t        |
| 3  | John Degenkolb (GER)     | Project 1t4i            | m.t        |
| 4  | Sep Vanmarcke (BEL)      | Garmin-Barracuda        | m.t        |
| 5  | Francesco Gavazzi (ITA)  | Astana Qazaqstan Team   | m.t        |
| 6  | Ángel Vicioso (ESP)      | Team Katusha            | m.t        |
| 7  | Maxime Monfort (BEL)     | RadioShack-Nissan       | m.t        |
| 8  | Alejandro Valverde (ESP) | Movistar Team           | m.t        |
| 9  | Taylor Phinney (EUA)     | BMC Racing Team         | m.t        |
| 10 | Geraint Thomas (GBR)     | Team Sky                | m.t        |

|    | Ciclista                 | Equip                   | Temps      |
| -- | ------------------------ | ----------------------- | ---------- |
| 1  | Bradley Wiggins (GBR)    | Team Sky                | 4h 33' 32" |
| 2  | Levi Leipheimer (EUA)    | Omega Pharma-Quick Step | + 06"      |
| 3  | Tom Boonen (BEL)         | Omega Pharma-Quick Step | + 07"      |
| 4  | Tejay van Garderen (EUA) | BMC Racing Team         | + 11"      |
| 5  | Sylvain Chavanel (FRA)   | Omega Pharma-Quick Step | + 14"      |
| 6  | Maxime Monfort (BEL)     | RadioShack-Nissan       | + 18"      |
| 7  | Taylor Phinney (EUA)     | BMC Racing Team         | + 21"      |
| 8  | Lieuwe Westra (NED)      | Vacansoleil-DCM         | + 22"      |
| 9  | Geraint Thomas (GBR)     | Team Sky                | + 28"      |
| 10 | José Joaquín Rojas (ESP) | Movistar Team           | + 29"      |

### Etapa 3

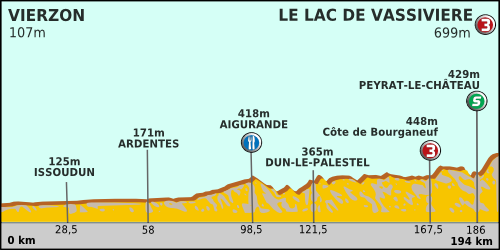
Perfil de la 3a etapa

Vierzon - Llac de Vassivière, 6 de març. 194 km
Després d'uns primers 80 km totalment plans, el recorregut es va accidentant a poc a poc, amb l'ascens a moltes petites cotes, de les que sols puntua la cota de Bourganeuf (1,2 km al 4%), amb el cim al km 167,5 d'etapa. Després de l'esprint intermedi (km 186), els ciclistes afronten les rampes finals cap al llac de Vassivière (5,2 km al 3,9%), de 3a categoria, al cim del qual hi ha la meta, després de 194 km de cursa a través del Cher, l'Indre, el Cruesa i l'Alta Viena.
Michael Mørkøv (Team Saxo Bank), Jimmy Engoulvent (Saur-Sojasun) i Roy Curvers (Project 1t4i) s'escapen de sortida. Ràpidament assoleixen 4' 50" de diferència al km 46, moment en què el Team Sky passa a controlar la cursa i estabilitza la diferència al voltant dels 4' 30".
A poc a poc s'anirà accelerant el ritme, sent la diferència dels escapats de 3' 15" a manca de 40 km. A l'inici de la cota de Bourganeuf la diferència baixa dels 3' i el Movistar Team passa a encapçalar el gran grup. Al cim els escapats mantenen 2' 10" i a 20 km sols és d'1' 10". A manca de 14 km Jimmy Engoulvent ataca entre els escapats i a l'esprint intermedi manté 7" respecte al gran grup, però 1 km més tard és agafat.
A 4 km de l'arribada Serguei Lagutin (Vacansoleil-DCM) ataca, agafant una dotzena de segons com a molt, però en arribar al darrer quilòmetre és agafat. La victòria se la juguen a l'esprint en un grup d'una seixantena de ciclistes. Alejandro Valverde (Movistar Team) llaça l'esprint a 500 metres i supera Simon Gerrans (GreenEDGE), mal situat en el moment inicial de l'atac de Valverde. Amb aquesta victòria Valverde recupera 10 segons al líder, Bradley Wiggins, (Team Sky), col·locant-se sisè a la general.
|    | Ciclista                 | Equip               | Temps      |
| -- | ------------------------ | ------------------- | ---------- |
| 1  | Alejandro Valverde (ESP) | Movistar Team       | 4h 36' 19" |
| 2  | Simon Gerrans (AUS)      | GreenEDGE           | m.t        |
| 3  | Gianni Meersman (BEL)    | Lotto-Belisol       | m.t        |
| 4  | Luis León Sánchez (ESP)  | Rabobank ProTeam    | m.t        |
| 5  | Xavier Florencio (ESP)   | Team Katusha        | m.t        |
| 6  | Eros Capecchi (ITA)      | Liquigas-Cannondale | m.t        |
| 7  | Maxime Monfort (BEL)     | RadioShack-Nissan   | m.t        |
| 8  | Jonathan Hivert (FRA)    | Saur-Sojasun        | m.t        |
| 9  | Francesco Gavazzi (ITA)  | Lampre-ISD          | m.t        |
| 10 | Lieuwe Westra (NED)      | Vacansoleil-DCM     | m.t        |

|    | Ciclista                 | Equip                   | Temps      |
| -- | ------------------------ | ----------------------- | ---------- |
| 1  | Bradley Wiggins (GBR)    | Team Sky                | 9h 09' 51" |
| 2  | Levi Leipheimer (EUA)    | Omega Pharma-Quick Step | + 06"      |
| 3  | Tejay van Garderen (EUA) | BMC Racing Team         | + 11"      |
| 4  | Sylvain Chavanel (FRA)   | Omega Pharma-Quick Step | + 14"      |
| 5  | Maxime Monfort (BEL)     | RadioShack-Nissan       | + 18"      |
| 6  | Alejandro Valverde (ESP) | Movistar Team           | + 20"      |
| 7  | Lieuwe Westra (NED)      | Vacansoleil-DCM         | + 22"      |
| 8  | José Joaquín Rojas (ESP) | Movistar Team           | + 29"      |
| 9  | Simon Špilak (SVN)       | Team Katusha            | + 33"      |
| 10 | Robert Kiserlovski (CRO) | Astana Qazaqstan Team   | + 36"      |

### Etapa 4

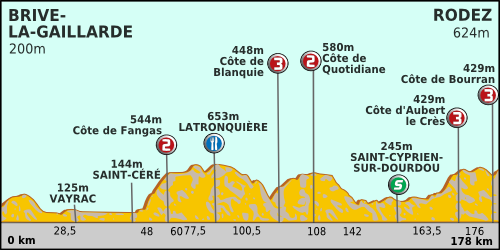
Perfil de la 4a etapa

Brive-la-Gaillarde - Rodez, 7 de març. 183 km
Després d'un inici totalment pla, els ciclistes han d'afrontar les primeres rampes de consideració de la present edició. La cota de Fangas (7,7 km al 4,9%), de 2a categoria (km 60) dona lloc a un terreny trencacames durant una vintena de quilòmetres. A partir de l'avituallament (km 77,5), s'inicia un llarg descens que duu a dues cotes encadenades la cota de Blanquie (3 km al 5,9%) i la cota de Quotidiane (1,6 km al 6,9%), de 3a i 2a categoria respectivament i amb els cims al km 100,5 i 108. Una desena de km plans, seguit d'un llarg descens i una trentena de km trencacames durà els ciclistes als darrers 20 km d'etapa, en què hauran d'afrontar dues noves dificultats muntanyoses: la cota d'Aubert le Crès (4,1 km al 2,8%), de 3a categoria al km 163,5, i la cota de Bourran (0,5 km al 7,9%), de 3a categoria, a 2 km de l'arribada, que es troba a Rodez en un final en pujada. La cursa travessa els departaments de Corresa, Òlt, le Cantal i Avairon.
Ben aviat es forma l'escapada del dia, integrada per Jean-Christophe Péraud (Ag2r-La Mondiale), Pierrick Fédrigo (FDJ-BigMat), Leigh Howard (GreenEDGE), Bart de Clercq (Lotto-Belisol) i Luis Ángel Maté (Cofidis), els quals aconsegueixen cinc minuts i vint segons sobre el gran grup al km 29. Els escapats es faran amb tots els punts de la classificació de la muntanya dels tres primers ports del dia i en els de l'esprint intermedi de Saint-Cyprien-sur-Dourdou (km 142). Amb tot, a manca de 40 km per a l'arribada la diferència sols era de minut i mig, davant un gran grup encapçalat pels homes del Rabobank ProTeam i Lampre-ISD, Maté serà el primer a despenjar-se dels escapats i serà agafat pel pilot a manca de 24 km. 4 km després són els seus companys els que posen punt final a l'escapasa.
Thomas de Gendt (Vacansoleil-DCM), en un intent per salvar el seu mallot de la muntanya, ataca en la penúltima ascensió. De Gendt passa el primer pel port i poc després és agafat, primer per un grupet de ciclistes i poc després per la resta de favorits, que busquen estan ben col·locats per a l'arribada a Rodez. Andreas Klöden ho intenta en els darrers quilòmetres, passant el primer per la darrera cota, però és agafat a manca de 500 metres per l'arribada. El primer a llençar l'esprint fou Grega Bole (Lampre-ISD), però Gianni Meersman (Lotto-Belisol) el supera en l'arribada. Res canvia en la classificació general, mentre Maté es fa amb el mallot de la muntanya.
|    | Ciclista                 | Equip                 | Temps      |
| -- | ------------------------ | --------------------- | ---------- |
| 1  | Gianni Meersman (BEL)    | Lotto-Belisol         | 4h 21' 01" |
| 2  | Grega Bole (SVN)         | Lampre-ISD            | m.t        |
| 3  | Lieuwe Westra (NED)      | Vacansoleil-DCM       | m.t        |
| 4  | Xavier Florencio (ESP)   | Team Katusha          | m.t        |
| 5  | Jonathan Hivert (FRA)    | Saur-Sojasun          | m.t        |
| 6  | Simon Geschke (GER)      | Project 1t4i          | m.t        |
| 7  | Nicolas Roche (IRL)      | AG2R La Mondiale      | m.t        |
| 8  | Alejandro Valverde (ESP) | Movistar Team         | m.t        |
| 9  | Francesco Gavazzi (ITA)  | Astana Qazaqstan Team | m.t        |
| 10 | Bradley Wiggins (GBR)    | Team Sky              | m.t        |

|    | Ciclista                 | Equip                   | Temps       |
| -- | ------------------------ | ----------------------- | ----------- |
| 1  | Bradley Wiggins (GBR)    | Team Sky                | 13h 30' 52" |
| 2  | Levi Leipheimer (EUA)    | Omega Pharma-Quick Step | + 06"       |
| 3  | Tejay van Garderen (EUA) | BMC Racing Team         | + 11"       |
| 4  | Sylvain Chavanel (FRA)   | Omega Pharma-Quick Step | + 14"       |
| 5  | Maxime Monfort (BEL)     | RadioShack-Nissan       | + 18"       |
| 6  | Lieuwe Westra (NED)      | Vacansoleil-DCM         | + 18"       |
| 7  | Alejandro Valverde (ESP) | Movistar Team           | + 20"       |
| 8  | José Joaquín Rojas (ESP) | Movistar Team           | + 29"       |
| 9  | Simon Špilak (SVN)       | Team Katusha            | + 33"       |
| 10 | Robert Kiserlovski (CRO) | Astana Qazaqstan Team   | + 36"       |

### Etapa 5

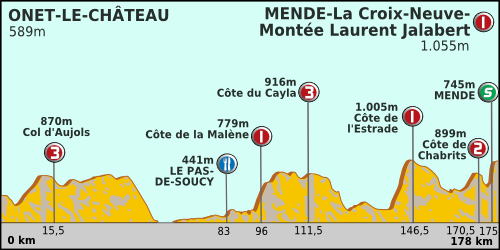
Perfil de la 5a etapa

Onet-le-Château - Mende, 8 de març. 178 km
Etapa reina de la present edició, amb el pas pels departaments d'Avairon i Losera. Inici d'etapa accidentat, amb el pas pel coll d'Aujols (1,7 km al 5,4%) al km 15,5 (3a categoria), per tot seguit iniciar un tram més tranquil, fins que una vegada superat l'avituallament s'iniciïn les primeres rampes a la cota de la Malène (4,2 km al 7,9%), de 1a categoria (km 96). Aquesta cota enllaça amb la cota de Calya (1,9 km al 5%), de 3a categoria (km 111,5). Un ràpid descens i una quinzena de quilòmetres plans conduiran els ciclistes a les tres darreres dificultats del dia, concentrades en els dareres 35 km. Primer la cota de l'Estrade (6,1 km al 8,1%), de 1a categoria (km 146,5), la cota de Chabrits (1,9 km al 5,9%), de 2a categoria (km 170,5), i la cota de la Croix-Neuve (3 km al 10,1%), a Mende, de 1a categoria.
Al km 2 d'etapa es forma una escapada formada per quatre ciclistes Frederik Veuchelen (Vacansoleil-DCM), Simon Clarke (GreenEDGE), David Lelay (Saur-Sojasun i Yukiya Arashiro (Team Europcar) que arriben a tenir una màxima diferència propera als set minuts en algun moment de l'etapa. Veuchelen es fa amb la majoria dels punts de la classificació de la muntanya en passar el primer pels tres primers colls del dia. El Movistar Team va començar a accelerar el ritme del pilot per tal de preparar l'arribada a Mende per a Valverde. A la cota de l'Estrade Kevin Seeldraeyers (Astana Qazaqstan Team) i Laurens ten Dam (Rabobank ProTeam) surten del grup de favorits a la caça dels escapats, sent finalment agafats tots pels favorits als afores de Mende. En la darrera ascensió del dia els homes del Team Sky posaren un fort ritme al capdavant de la cursa, tot protegint el seu líder, Bradley Wiggins. Arnold Jeannesson (FDJ-BigMat) ataca en els darrers metres, mentre Tejay van Garderen (BMC Racing Team) perd contacte amb el grup del líder. Lieuwe Westra ataca i marxa en solitari, aconseguint la victòria amb sis segons sobre un petit grup format per Valverde, Wiggins, Levi Leipheimer (Omega Pharma-Quick Step) i Simon Spilak (Team Katusha). Westra passa al segon lloc de la general, mentre Valverde i Spilak superen a Van Garderen.
|    | Ciclista                 | Equip                   | Temps      |
| -- | ------------------------ | ----------------------- | ---------- |
| 1  | Lieuwe Westra (NED)      | Vacansoleil-DCM         | 4h 52' 46" |
| 2  | Alejandro Valverde (ESP) | Movistar Team           | + 06"      |
| 3  | Bradley Wiggins (GBR)    | Team Sky                | + 06"      |
| 4  | Levi Leipheimer (EUA)    | Omega Pharma-Quick Step | + 06"      |
| 5  | Simon Špilak (SVN)       | Team Katusha            | + 06"      |
| 6  | Damiano Cunego (ITA)     | Lampre-ISD              | + 16"      |
| 7  | Arnold Jeannesson (FRA)  | FDJ-BigMat              | + 16"      |
| 8  | Sylvester Szmyd (POL)    | Liquigas-Cannondale     | + 24"      |
| 9  | Rigoberto Urán (COL)     | Team Sky                | + 24"      |
| 10 | Thomas Voeckler (FRA)    | Team Europcar           | + 30"      |

|    | Ciclista                 | Equip                   | Temps       |
| -- | ------------------------ | ----------------------- | ----------- |
| 1  | Bradley Wiggins (GBR)    | Team Sky                | 18h 23' 40" |
| 2  | Lieuwe Westra (NED)      | Vacansoleil-DCM         | + 06"       |
| 3  | Levi Leipheimer (EUA)    | Omega Pharma-Quick Step | + 10"       |
| 4  | Alejandro Valverde (ESP) | Movistar Team           | + 18"       |
| 5  | Simon Špilak (SVN)       | Team Katusha            | + 37"       |
| 6  | Tejay van Garderen (EUA) | BMC Racing Team         | + 39"       |
| 7  | Maxime Monfort (BEL)     | RadioShack-Nissan       | + 46"       |
| 8  | Arnold Jeannesson (FRA)  | FDJ-BigMat              | + 1' 06"    |
| 9  | Sylvain Chavanel (FRA)   | Omega Pharma-Quick Step | + 1' 16"    |
| 10 | Robert Kiserlovski (CRO) | Astana Qazaqstan Team   | + 1' 21"    |

### Etapa 6

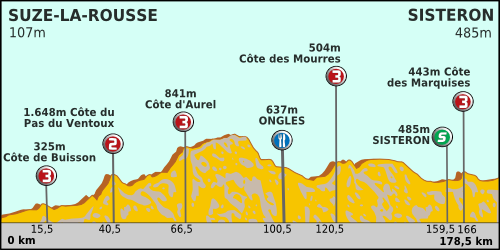
Perfil de la 6a etapa

Suze-la-Rousse - Sisteron, 9 de març. 176,5 km
Els primers 80 km d'etapa són en contínua pujada, amb el pas successiu de tres cotes puntuables, la de Buisson (1,9 km al 4,5%), de 3a categoria (km 15,5), la del Pas du Ventoux (5,1 km al 5,6%), de 2a categoria (km 40,5) i la d'Aurel (4,3 km al 4,3%), de 3a categoria (km 66,5). Un llarg descens durà la cursa a la cota de Mourres (2,8 km al 4,8%), de 3a categoria (km 120,5) i un tram més planer i senzill abans d'afrontar la darrera dificultat del dia, ja dins el circuit final, pels voltants de Sisteron, la cota des Marquises (1,3 km al 6,8%), de 3a categoria (km 166). Durant l'etapa els ciclistes passaran pels departaments del Droma, le Valclusa i els Alps de l'Alta Provença.
En els primers quilòmetres d'etapa es produeix un trencament del gran grup per culpa del vent lateral que bufava. Al capdavant queden una trentena de ciclistes entre els quals hi ha tots els favorits a la victòria final, amb l'excepció d'Alejandro Valverde (Movistar Team) i Maxime Monfort (RadioShack-Nissan). El fort ritme del Movistar Team va permetre el reagrupament durant l'ascensió de la segona cota del dia, el Pas du Ventoux. En aquesta mateixa ascensió es forma l'escapada del dia, integrada per Frederik Veuchelen (Vacansoleil-DCM), Jens Voigt (RadioShack-Nissan), Simon Geschke (Project 1t4i), Luis León Sánchez (Rabobank ProTeam), Mickaël Cherel (Ag2r-La Mondiale), Anthony Geslin (FDJ-BigMat) i Daniel Navarro (Team Saxo Bank).
En l'ascensió a la cota d'Aurel la diferència amb el grup principal era de gairebé quatre minuts. La situació de Luis León Sánchez a menys de 4' de Wiggins va obligar el Team Sky a accelerar el ritme, reduint-se la diferència a dos minuts a manca de 25 km. En el primer pas per Sisteron la diferència era de poc més d'un minut. En la darrera cota del dia Sánchez, Voigt i Cherel van deixar enrere els seus companys d'escapada, i poc després era Cherel el que també es despenjava. Sánchez i Voigt es van disputar la victòria de l'etapa a l'esprint, sent el més ràpid en l'esprint el ciclista murcià del Rabobank ProTeam,Luis León Sánchez. Heinrich Haussler (Garmin-Barracuda) va encapçalar el grup dels favorits, 14" per darrere del vencedor, sense que es produïssin canvis en les classificacions.
|    | Ciclista                 | Equip                 | Temps      |
| -- | ------------------------ | --------------------- | ---------- |
| 1  | Luis Léon Sanchez (ESP)  | Rabobank ProTeam      | 4h 07' 58" |
| 2  | Jens Voigt (GER)         | RadioShack-Nissan     | m.t        |
| 3  | Heinrich Haussler (AUS)  | Garmin-Barracuda      | + 14"      |
| 4  | Elia Viviani (ITA)       | Liquigas-Cannondale   | m.t        |
| 5  | Grega Bole (SVN)         | Lampre-ISD            | m.t        |
| 6  | Alexander Kristoff (NOR) | Team Katusha          | m.t        |
| 7  | Samuel Dumoulin (FRA)    | Cofidis               | m.t        |
| 8  | Romain Feillu (FRA)      | Vacansoleil-DCM       | m.t        |
| 9  | Koen de Kort (NED)       | Project 1t4i          | m.t        |
| 10 | Jacopo Guarnieri (ITA)   | Astana Qazaqstan Team | m.t        |

|    | Ciclista                 | Equip                   | Temps       |
| -- | ------------------------ | ----------------------- | ----------- |
| 1  | Bradley Wiggins (GBR)    | Team Sky                | 18h 23' 40" |
| 2  | Lieuwe Westra (NED)      | Vacansoleil-DCM         | + 06"       |
| 3  | Levi Leipheimer (EUA)    | Omega Pharma-Quick Step | + 10"       |
| 4  | Alejandro Valverde (ESP) | Movistar Team           | + 18"       |
| 5  | Simon Špilak (SVN)       | Team Katusha            | + 37"       |
| 6  | Tejay van Garderen (EUA) | BMC Racing Team         | + 39"       |
| 7  | Maxime Monfort (BEL)     | RadioShack-Nissan       | + 46"       |
| 8  | Arnold Jeannesson (FRA)  | FDJ-BigMat              | + 1' 06"    |
| 9  | Sylvain Chavanel (FRA)   | Omega Pharma-Quick Step | + 1' 16"    |
| 10 | Robert Kiserlovski (CRO) | Astana Qazaqstan Team   | + 1' 21"    |

### Etapa 7

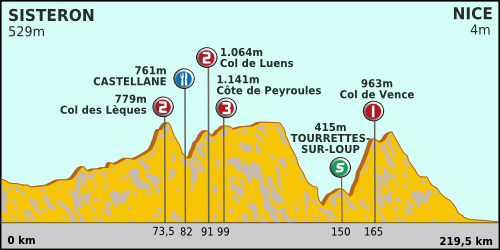
Perfil de la 7a etapa

Sisteron - Niça, 10 de març. 220 km
Etapa més llarga de la present edició, amb els primers 120 km sempre amb tendència a pujar i tres ports encadenats: el coll de Lèques (6,6 km al 5%), de 2a categoria (km 73,5), el coll de Luens (6,9 km al 4,7%), de 2a categoria (km 91) i la cota de Peyroules (1,1 km al 6,1%), de 3a categoria (km 99). Un llarg descens durà els ciclistes a l'esprint intermedi (km 150) i l'ascens al darrer port del dia, el coll de Vence (9,7 km al 6,6%), de 1a categoria (km 165) que durà els ciclistes fins a Niça després d'un llarg descens. L'etapa discorre pels departaments delsAlps de l'Alta Provença i els Alps Marítims.
Primera hora de vertigen a un ritme endimoniat, en què els ciclistes van recórrer 50 km. No serà fins al km 48 quan es produeixi l'escapada del dia, formada per Thomas de Gendt (Vacansoleil-DCM) i Rein Taaramae (Cofidis), dos ciclistes que havien perdut un temps considerable en les etapes anteriors. Els escapats van obrir unes diferències considerables ben ràpidament i al pas pel coll des Lèques (km 73,5) la diferència ja superava els 8'. En aquesta ascensió Frederik Veuchelen (Vacansoleil-DCM) va consolidar el mallot de la muntanya en sumar tres punts. En l'ascensió al coll de Luens Ievgueni Petrov (Astana Qazaqstan Team) intentà marxar en solitari a la cacera dels escapats. Durant uns 30 km va rodar intercalat, fins que finalment fou reincorporat a la disciplina del gran grup. Durant l'ascensió al coll de Vence, i quan encara quedaven 60 km per a l'arribada a Niça, De Gendt deixà Taaramae enrere, per aconseguir la tercera victòria del seu equip en la present edició de la cursa. Taaramae arribà a més de 6', mentre que el grup dels favorits, encapçalat per John Degenkolb, ho feu a més de 9'. Wiggins manté el lideratge i les diferències respecte a Westra, però no així sobre Levi Leipheimer (Omega Pharma-Quick Step), el qual patí un parell de caigudes durant el descens del darrer port, que van fer que acabés perdent més de 7' respecte al grup del líder.
|    | Ciclista                 | Equip           | Temps     |
| -- | ------------------------ | --------------- | --------- |
| 1  | Thomas de Gendt (NED)    | Vacansoleil-DCM | 5h 11' 48 |
| 2  | Rein Taaramae (EST)      | Cofidis         | + 06' 18" |
| 3  | John Degenkolb (GER)     | Project 1t4i    | + 09' 24" |
| 4  | Greg Henderson (NZL)     | Lotto-Belisol   | m.t       |
| 5  | Thor Hushovd (NOR)       | BMC Racing Team | m.t       |
| 6  | José Joaquín Rojas (ESP) | Movistar Team   | m.t       |
| 7  | Romain Feillu (FRA)      | Vacansoleil-DCM | m.t       |
| 8  | Simon Clarke (AUS)       | GreenEDGE       | m.t       |
| 9  | Xavier Florencio (ESP)   | Team Katusha    | m.t       |
| 10 | Grega Bole (SVN)         | Lampre-ISD      | m.t       |

|    | Ciclista                 | Equip                   | Temps       |
| -- | ------------------------ | ----------------------- | ----------- |
| 1  | Bradley Wiggins (GBR)    | Team Sky                | 27h 53' 04" |
| 2  | Lieuwe Westra (NED)      | Vacansoleil-DCM         | + 06"       |
| 3  | Alejandro Valverde (ESP) | Movistar Team           | + 18"       |
| 4  | Simon Špilak (SVN)       | Team Katusha            | + 37"       |
| 5  | Tejay van Garderen (EUA) | BMC Racing Team         | + 39"       |
| 6  | Maxime Monfort (BEL)     | RadioShack-Nissan       | + 46"       |
| 7  | Arnold Jeannesson (FRA)  | FDJ-BigMat              | + 1' 06"    |
| 8  | Sylvain Chavanel (FRA)   | Omega Pharma-Quick Step | + 1' 16"    |
| 9  | Robert Kiserlovski (CRO) | Astana Qazaqstan Team   | + 1' 21"    |
| 10 | Ángel Vicioso (ESP)      | Team Katusha            | + 2' 24"    |

### Etapa 8

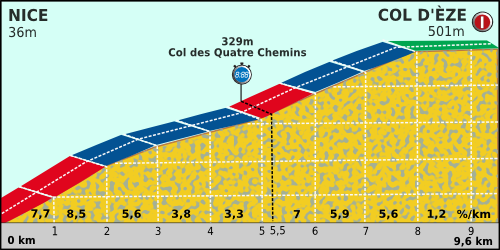
Perfil de la 8a etapa

Niça - coll d'Èze, 11 de març. 9,6 km (CRI)
Per acabar la cursa els ciclistes s'hauran d'enfrontar a una cronoescalada entre Niça i el coll d'Èze (9,6 km al 4,7%),de 1a categoria.
145 ciclistes van prendre part en la contrarellotge final. El primer temps significatiu l'establí David Moncoutié (Cofidis), apropant-se als 20'. Una mica més tard Jean-Christophe Péraud (AG2R La Mondiale) trencà la barrera dels 20', tancant els temps en 19' 45". Aquest temps es mantingué intractable fins a l'arribada dels favorits. Simon Špilak (Astana Qazaqstan Team) fou el que més s'hi apropà, però no serà fins a l'arribada dels dos primers classificats de la cursa quan es millori el seu temps. Wiggins i Westra van iniciar l'etapa separats sols per 6" i van realitzar una ascensió molt similar, ja que en l'arribada Wiggins sols superà a Westra per 2", alhora que superava a Péraud en 33". Amb aquesta victòria es convertia en el segon britànic en aconseguir la victòria a la París-Niça després del malaurat Tom Simpson. Amb la victòria d'etapa Wiggins superà Valverde en la classificació dels punts.
|    | Ciclista                     | Equip             | Temps    |
| -- | ---------------------------- | ----------------- | -------- |
| 1  | Bradley Wiggins (GBR)        | Team Sky          | 19' 12"  |
| 2  | Lieuwe Westra (NED)          | Vacansoleil-DCM   | + 2"     |
| 3  | Jean-Christophe Péraud (FRA) | AG2R La Mondiale  | + 33"    |
| 4  | Simon Špilak (SVN)           | Team Katusha      | + 47"    |
| 5  | Jérôme Coppel (FRA)          | Saur-Sojasun      | + 51"    |
| 6  | Alejandro Valverde (ESP)     | Movistar Team     | + 52"    |
| 7  | Andreas Klöden (GER)         | RadioShack-Nissan | + 58"    |
| 8  | David Moncoutié (FRA)        | Cofidis           | + 59"    |
| 9  | Damiano Cunego (ITA)         | Lampre-ISD        | + 59"    |
| 10 | Rigoberto Urán (COL)         | Team Sky          | + 1' 06" |

|    | Ciclista                 | Equip                   | Temps       |
| -- | ------------------------ | ----------------------- | ----------- |
| 1  | Bradley Wiggins (GBR)    | Team Sky                | 28h 12' 16" |
| 2  | Lieuwe Westra (NED)      | Vacansoleil-DCM         | + 8"        |
| 3  | Alejandro Valverde (ESP) | Movistar Team           | + 1' 10"    |
| 4  | Simon Špilak (SVN)       | Team Katusha            | + 1' 24"    |
| 5  | Tejay van Garderen (EUA) | BMC Racing Team         | + 1' 54"    |
| 6  | Arnold Jeannesson (FRA)  | FDJ-BigMat              | + 2' 13"    |
| 7  | Maxime Monfort (BEL)     | RadioShack-Nissan       | + 2' 21"    |
| 8  | Sylvain Chavanel (FRA)   | Omega Pharma-Quick Step | + 2' 42"    |
| 9  | Robert Kiserlovski (CRO) | Astana Qazaqstan Team   | + 3' 30"    |
| 10 | Ángel Vicioso (ESP)      | Team Katusha            | + 3' 59"    |

## Classificacions finals

### Classificació general
|    | Ciclista                 | Equip                   | Temps       |
| -- | ------------------------ | ----------------------- | ----------- |
| 1  | Bradley Wiggins (GBR)    | Team Sky                | 28h 12' 16" |
| 2  | Lieuwe Westra (NED)      | Vacansoleil-DCM         | + 8"        |
| 3  | Alejandro Valverde (ESP) | Movistar Team           | + 1' 10"    |
| 4  | Simon Špilak (SVN)       | Team Katusha            | + 1' 24"    |
| 5  | Tejay van Garderen (EUA) | BMC Racing Team         | + 1' 54"    |
| 6  | Arnold Jeannesson (FRA)  | FDJ-BigMat              | + 2' 13"    |
| 7  | Maxime Monfort (BEL)     | RadioShack-Nissan       | + 2' 21"    |
| 8  | Sylvain Chavanel (FRA)   | Omega Pharma-Quick Step | + 2' 42"    |
| 9  | Robert Kiserlovski (CRO) | Astana Qazaqstan Team   | + 3' 30"    |
| 10 | Ángel Vicioso (ESP)      | Team Katusha            | + 3' 59"    |

### Classificacions secundàries
|   | Ciclista                 | Equip           | Punts |
| - | ------------------------ | --------------- | ----- |
| 1 | Bradley Wiggins (GBR)    | Team Sky        | 92    |
| 2 | Alejandro Valverde (ESP) | Movistar Team   | 89    |
| 3 | Lieuwe Westra (NED)      | Vacansoleil-DCM | 85    |

|   | Ciclista                 | Equip           | Punts |
| - | ------------------------ | --------------- | ----- |
| 1 | Frederik Veuchelen (BEL) | Vacansoleil-DCM | 64    |
| 2 | Luis Ángel Maté (ESP)    | Cofidis         | 28    |
| 3 | Rein Taaramae (EST)      | Cofidis         | 20    |

|   | Ciclista                 | Equip             | Temps       |
| - | ------------------------ | ----------------- | ----------- |
| 1 | Tejay van Garderen (EUA) | BMC Racing Team   | 28h 14' 10" |
| 2 | Rigoberto Urán (COL)     | Team Sky          | + 2' 46"    |
| 3 | Romain Sicard (FRA)      | Euskaltel–Euskadi | + 7' 55"    |

|   | Equip           | Temps       |
| - | --------------- | ----------- |
| 1 | Vacansoleil-DCM | 84h 39' 30" |
| 2 | Team Sky        | + 04' 45"   |
| 3 | Movistar Team   | + 07' 28"   |

### UCI World Tour
La París-Niça atorga punts per l'UCI World Tour 2012 sols als ciclistes dels equips de categoria ProTeam.
| Posició               | 1r  | 2n | 3r | 4t | 5è | 6è | 7è | 8è | 9è | 10è |
| Classificació general | 100 | 80 | 70 | 60 | 50 | 40 | 30 | 20 | 10 | 4   |
| Per etapa             | 6   | 4  | 2  | 1  | 1  |    |    |    |    |     |

| #  | Ciclista           | Equip                   | Punts |
| -- | ------------------ | ----------------------- | ----- |
| 1  | Bradley Wiggins    | Team Sky                | 112   |
| 2  | Lieuwe Westra      | Vacansoleil-DCM         | 92    |
| 3  | Alejandro Valverde | Movistar Team           | 80    |
| 4  | Simon Špilak       | Team Katusha            | 62    |
| 5  | Tejay van Garderen | BMC Racing Team         | 51    |
| 6  | Arnold Jeannesson  | FDJ-BigMat              | 40    |
| 7  | Maxime Monfort     | RadioShack-Nissan       | 30    |
| 8  | Sylvain Chavanel   | Omega Pharma-Quick Step | 20    |
| 9  | Robert Kiserlovski | Astana Qazaqstan Team   | 10    |
| 10 | Gianni Meersman    | Lotto-Belisol           | 8     |

| Classificats de l'11 al 28 | Classificats de l'11 al 28 | Classificats de l'11 al 28 | Classificats de l'11 al 28 |
| -------------------------- | -------------------------- | -------------------------- | -------------------------- |
| 11                         | Thomas de Gendt            | Vacansoleil-DCM            | 7                          |
| 11                         | Luis León Sánchez          | Rabobank ProTeam           | 7                          |
| 13                         | Tom Boonen                 | Omega Pharma-Quick Step    | 6                          |
| 13                         | Gustav Larsson             | Vacansoleil-DCM            | 6                          |
| 15                         | Grega Bole                 | Lampre-ISD                 | 5                          |
| 16                         | Simon Gerrans              | GreenEDGE                  | 4                          |
| 16                         | José Joaquín Rojas         | Movistar Team              | 4                          |
| 16                         | Ángel Vicioso              | Team Katusha               | 4                          |
| 16                         | Jens Voigt                 | RadioShack-Nissan          | 4                          |
| 20                         | Levi Leipheimer            | Omega Pharma-Quick Step    | 3                          |
| 21                         | Xavier Florencio           | Team Katusha               | 2                          |
| 21                         | Heinrich Haussler          | Garmin-Barracuda           | 2                          |
| 21                         | Jean-Christophe Péraud     | AG2R La Mondiale           | 2                          |
| 24                         | Francesco Gavazzi          | Astana Qazaqstan Team      | 1                          |
| 24                         | Gregory Henderson          | Lotto-Belisol              | 1                          |
| 24                         | Thor Hushovd               | BMC Racing Team            | 1                          |
| 24                         | Sep Vanmarcke              | Garmin-Barracuda           | 1                          |
| 24                         | Elia Viviani               | Liquigas-Cannondale        | 1                          |

## Evolució de les classificacions
| Etapa (Vencedor)              | Classificació general | Classificació per punts | Classificació de la muntanya | Classificació dels joves | Classificació per equips |
| ----------------------------- | --------------------- | ----------------------- | ---------------------------- | ------------------------ | ------------------------ |
| 1a etapa (Gustav Larsson)     | Gustav Larsson        | Gustav Larsson          | Thomas de Gendt              | Tejay van Garderen       | Omega Pharma-Quick Step  |
| 2a etapa (Tom Boonen)         | Bradley Wiggins       | Tom Boonen              | Thomas de Gendt              | Tejay van Garderen       | Omega Pharma-Quick Step  |
| 3a etapa (Alejandro Valverde) | Bradley Wiggins       | Alejandro Valverde      | Thomas de Gendt              | Tejay van Garderen       | Omega Pharma-Quick Step  |
| 4a etapa (Gianni Meersman)    | Bradley Wiggins       | Alejandro Valverde      | Luis Ángel Maté              | Tejay van Garderen       | Omega Pharma-Quick Step  |
| 5a etapa (Lieuwe Westra)      | Bradley Wiggins       | Alejandro Valverde      | Frederik Veuchelen           | Tejay van Garderen       | Omega Pharma-Quick Step  |
| 6a etapa (Luis Léon Sanchez)  | Bradley Wiggins       | Alejandro Valverde      | Frederik Veuchelen           | Tejay van Garderen       | Omega Pharma-Quick Step  |
| 7a etapa (Thomas de Gendt)    | Bradley Wiggins       | Alejandro Valverde      | Frederik Veuchelen           | Tejay van Garderen       | Vacansoleil-DCM          |
| 8a etapa (Bradley Wiggins)    | Bradley Wiggins       | Bradley Wiggins         | Frederik Veuchelen           | Tejay van Garderen       | Vacansoleil-DCM          |
| Classificació final           | Bradley Wiggins       | Bradley Wiggins         | Frederik Veuchelen           | Tejay van Garderen       | Vacansoleil-DCM          |